# タロット占い

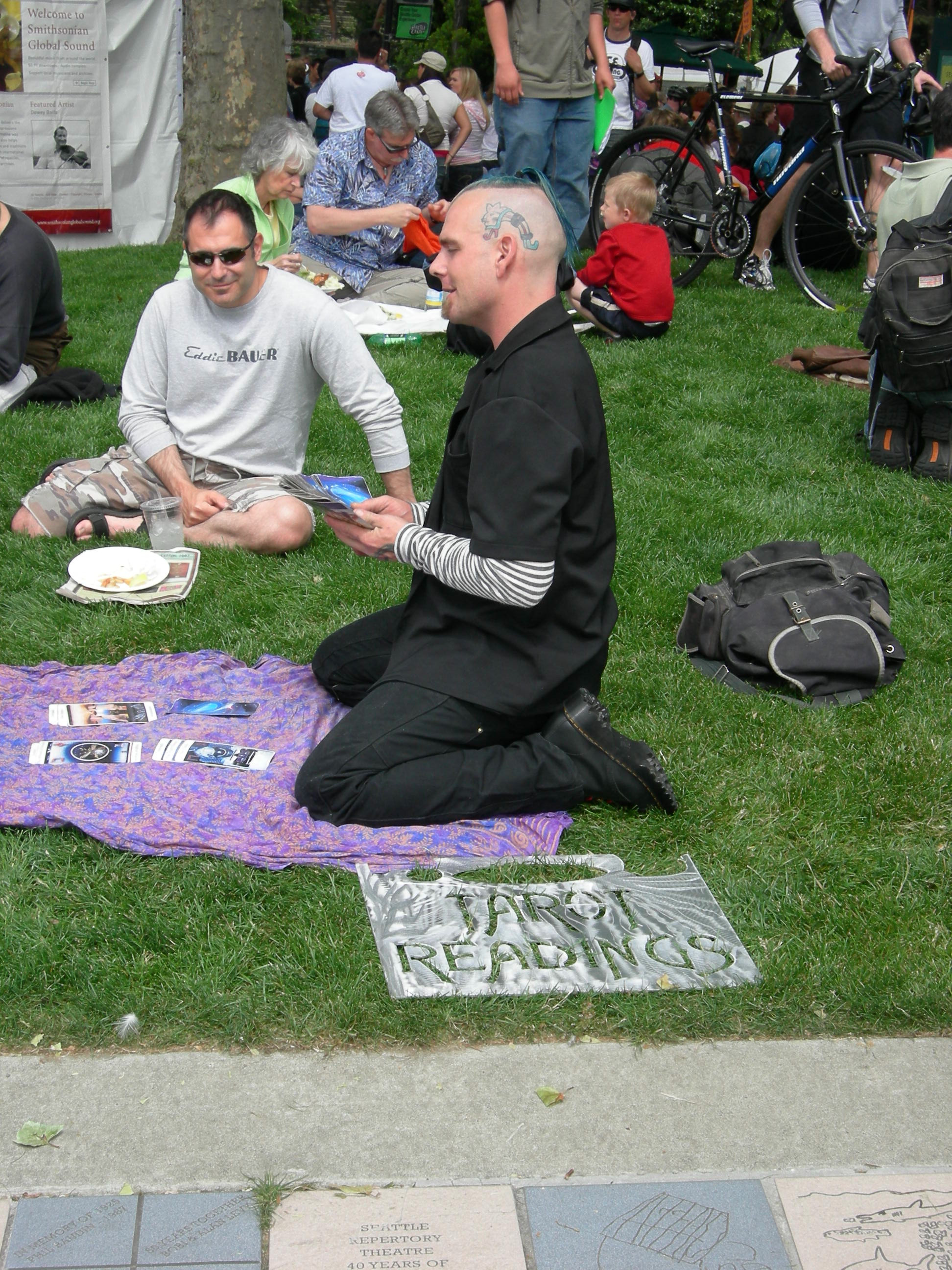
屋外で行われるタロット占い。

タロット占い（タロットうらない）は、タロット（タロットカード）を用いた占い（カード占い）の一種。

## 概要
タロット占いには、大アルカナと呼ばれる22枚のカードだけを使う方法と、小アルカナと呼ばれる56枚のカードも合わせて計78枚で占う方法がある（大アルカナはメジャー・アルカナ、小アルカナはマイナー･アルカナともいう）。少々特殊ではあるが、小アルカナのみを使う占いもある。
まずカードを裏向きにして机の上に置きシャッフルする。そしてシャッフルしたカードの中から数枚を引いて机の上に並べる。カードの並べ方には様々なものがあり、カードの並べ方のことをスプレッドと呼ぶ。
それぞれのカードには寓意的な絵、もしくはワンド・カップ・ソード・ペンタクルといった絵が描かれていて、占う者はカードに描かれた絵を解釈することで占い結果を読み取る（リーディング）。カードの名称から意味を辞書的に意味を調べるのでなく、カードに描かれている光景を基に意味を感じ取ることが必要である。カードの解釈は正位置（上下の向きが正しい状態）ではカードの本来の解釈を表し、逆位置（上下逆さまの状態）では正位置の解釈が「弱まる・過ぎ去る…」のように解釈をする占い師が多いが、正位置・逆位置の区別を行わないタロットデッキや占い師も存在する。

## シャッフル
一般的に、タロット占いにおいてカードを混ぜる行為を「シャッフル」と呼称する。
このシャッフルも、占い師によって様々な方法が採られており、占い師だけがカードに触ってシャッフルを行う、相談者もシャッフルに参加する、シャッフル後にカードを切る、トランプ等と同様にカットだけに留める、特にシャッフルを行わず相談者の話を聞きながら常にカードの順序や向きを入れ替えるなど、特に統一された方法は存在していない。

## スプレッドの種類
主なスプレッド（展開法）を記載する。また記載されたものは一例であり、下記以外のスプレッドも無数に存在する。
| 名称                     | 解説                                                                              |
| ------------------------ | --------------------------------------------------------------------------------- |
| ワン・オラクル法         | シャッフル→1つの縦の山→上下を変えず1枚引き。                                      |
| フォーチュン・オラクル法 | V字型に7枚、その中央に3枚。                                                       |
| セブン・テーリング法     | 7枚の予言。対人関係に向く。                                                       |
| ケルト十字法             | 悪魔の10カード、大十字架占いともいう。                                            |
| ホロスコープ法           | 黄道十二宮のように12のジャンルに分けカードを配列。                                |
| ヘキサグラム法           | 六芒星（ヘキサグラム）のようにカードを配列。                                      |
| 変形ヘキサグラム法       | ヘキサグラム法を12枚に増やし、過去からの流れを明確にした展開法。                  |
| 大三角の秘宝法           | 3枚のカードを3角に配置、キーカードも1枚配置                                       |
| 二者択一展開法           | V字型に5枚配置                                                                    |
| ファランクス法           | 16枚のカードを4×4で配置（小アルカナの人物カードのみを使用）                       |
| 大ピラミッド法           | 最下段12枚、上に行くに従い11、10...最後は1枚と配置。                              |
| グレゴリウス法           | 10枚を3段（月の日数による）、さらにその右横に1枚ずつ、さらにその右横に1枚ずつ配置 |
| 陰陽法                   | 2枚のカードを縦に配置                                                             |

## カードの意味
詳細については、「大アルカナ」「小アルカナ」を参照のこと。
| 番号  | 名称       | 正位置                 | 逆位置                       |
| ----- | ---------- | ---------------------- | ---------------------------- |
| 0     | 愚者       | 冒険、無知             | 軽率、愚考                   |
| I     | 魔術師     | 創造、手腕             | 臆病、詐欺                   |
| II    | 女教皇     | 知識、聡明             | 残酷、身勝手                 |
| III   | 女帝       | 豊穣、母性             | 過剰、虚栄                   |
| IV    | 皇帝       | 責任、父性             | 傲慢、尊大                   |
| V     | 教皇       | 教え、寛大             | 狭量、怠惰                   |
| VI    | 恋人       | 恋愛、快楽             | 嫉妬、裏切り                 |
| VII   | 戦車       | 前進、勝利             | 暴走、挫折                   |
| VIII  | 力 †       | 力、勇気               | 本性、自惚れ                 |
| IX    | 隠者       | 探索、思慮深さ         | 陰湿、閉鎖的、貪欲           |
| X     | 運命の輪   | チャンス、一時的な幸運 | 誤算、不運                   |
| XI    | 正義 †     | バランス、正当         | 偏見、不正                   |
| XII   | 吊された男 | 自己犠牲、忍耐         | 無意味な犠牲、盲目           |
| XIII  | 死神 ‡     | 停止、損失             | 死からの再生、やり直し       |
| XIV   | 節制       | 調和、堅実             | 浪費、不安定                 |
| XV    | 悪魔       | 邪心、束縛、堕落       | 悪循環からの目覚め           |
| XVI   | 塔         | 破壊、破滅             | 必要とされる破壊             |
| XVII  | 星         | 希望、憧れ             | 幻滅、悲哀                   |
| XVIII | 月         | 不安、曖昧、混沌       | 不安の解消、明瞭、混沌の終り |
| XIX   | 太陽       | 輝く未来、満足         | 延期、失敗                   |
| XX    | 審判       | 復活、改善             | 再起不能、後悔               |
| XXI   | 世界       | 完成、完全             | 未完成、中途半端             |

†. ^ VIIIの「力」とXIの「正義」はマルセイユ版などの伝統的なものでは入れ替えて描かれている。

‡. ^ XIIIのカードは「無記名」とする場合がある。